# 金眼莖方頭魚
金眼莖方頭魚，為輻鰭魚綱刺尾鯛目弱棘魚科莖方頭魚屬的其中一種，分布於西大西洋區，從美國北卡羅萊納州至巴西海域，棲息深度76-244公尺，體長可達60公分，生活在礫石底質海域，為底棲性魚類，屬肉食性，以魚類、甲殼類等為食，可做為食用魚、遊釣魚及觀賞魚。

## 擴展閱讀
維基物種上的相關：金眼莖方頭魚